# Aparigraha
Aparigraha (en sanskrit IAST ; devanāgarī : अपरिग्रह ; de a privatif et parigraha : propriété, biens…) signifie « renoncement à la fortune », « vœu de pauvreté », « absence de convoitise » ou encore « non-possessivité, absence d'avarice » . Aparigraha et l'une des cinq vertus morales (yama) constituant le premier membre (aṅga) du Yoga dans les Yoga Sūtra de Patañjali.

## Dans le jaïnisme
Aparigraha est également l'un des cinq vœux majeurs du jaïnisme ; c'est un Mahavrata. Ce terme signifie dans ce contexte religieux et philosophique la « non-possession », mais aussi le non-attachement à tout bien matériel terrestre. Ces Mahavratas sont pris par les moines et nonnes, les ascètes qui suivent le jaïnisme après avoir renoncé à une vie d'homme au foyer dans un luxe matériel illusoire. Le but du jaïnisme est d'atteindre le nirvana. Il existe douze vœux mineurs pour les laïcs. La paix (ahimsa) est au cœur de jaïnisme.
Ce vœu est particulier, car il vise indirectement l'égalité économique, en empêchant l'accumulation de richesses par les individus. En effet, dans ce vœu, il est prescrit au laïc de se fixer une limite maximum de biens et de ne pas la dépasser, sous aucun prétexte. S'il lui arrive de gagner plus que la limite qu'il s'est fixée, il lui est recommandé de le dépenser en actes charitables, dont les meilleures formes sont au nombre de quatre :
1. Le don de médicaments,
2. La diffusion de son savoir,
3. La fourniture de moyens pour sauver la vie des créatures en danger,
4. Et de nourriture végétarienne à ceux qui ont faim ou qui sont pauvres[5].